# Rock 20
Rock 20 är en segelbåt tillverkad av Birka Marin på Åland. Konstruktör var Heinz-Jürgen Sass och namnet sades anspela på Fastnet Rock.
Båten tillverkades under 1970-talet i ungefär 200 exemplar och såldes som halvfabrikat. Det finns en variant som heter Rock 24 som har samma skrov, men partialrigg och inombordsmotor. Troligen tillverkades den i endast tre exemplar.
På sidan 78 i Heinz-Jürgen Sass' bok, "Segelbåtens Konstruktion" (1971), finns Rock 20 avbildad under rubriken "Mindre kustkryssare".

## Källhänvisningar
- Maringuiden Nordic AB Rock 20
- Sailguide Rock 20 / 24